# John Silver

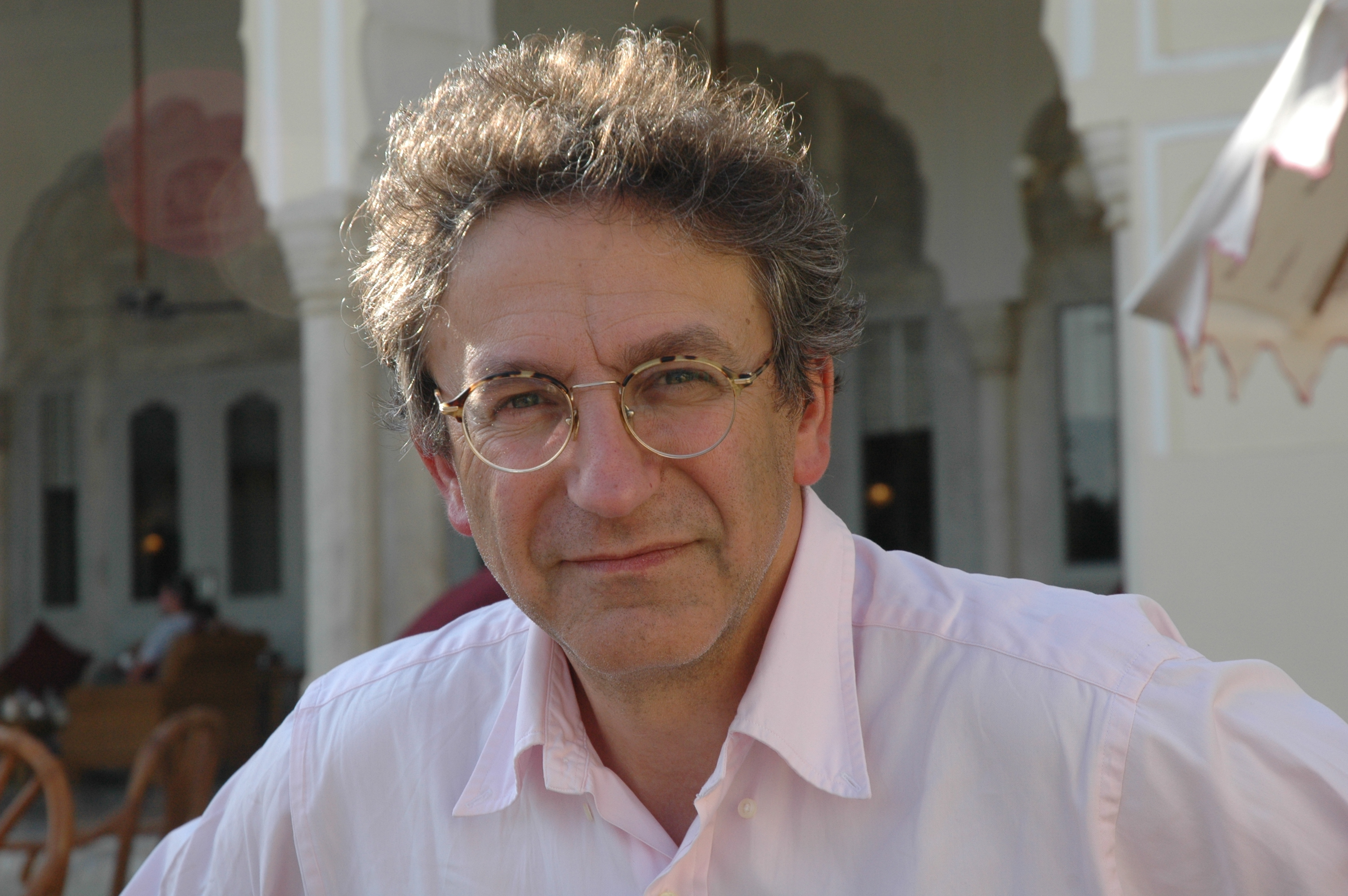
John Silver

Jonathan (John) Silver was de tweede drummer van de Engelse rockgroep Genesis. Hij verving Chris Stewart in de zomer van 1968 en droeg bij aan het eerste album From Genesis to Revelation. Hij verliet de band in 1969 om vervangen te worden door John Mayhew.
Silver woont in Londen met zijn vrouw en 3 kinderen.